# Semarapura Tengah
Semarapura Tengah is een bestuurslaag in het regentschap Klungkung van de provincie Bali, Indonesië. Semarapura Tengah telt 3720 inwoners (volkstelling 2010).